# Amphineurus molophilinus
Amphineurus (Amphineurus) molophilinus là một loài ruồi trong họ Limoniidae. Chúng phân bố ở miền Australasia.